# لغت موران
«لغت موران» رساله‌ای فارسی از شهاب‌الدین یحیی سهروردی است که در بردارنده ده داستان کوتاه به زبان فارسی و حاوی اشارات و رموزات عرفانی، اشراقی، حکمی و فلسفی است. این کتاب کوتاه و فلسفی، با توجه به اینکه در قالب قصه و داستان روایت شده است، می‌تواند با زبان نرم و لطیف خود، آموزنده و راهگشا باشد.

## نمونه‌ای از فصل‌های کتاب
- وقتی هدهد در میان بومان افتاد بر سبیل رهگذر به نشیمن ایشان نزول کرد؛ و هدهد به‌غایت حدّثِ بَصَر مشهور است و بومان روزْ کور باشند. چنان‌که قصه ایشان نزدیک اهل عرب معروف است. آن شب هدهد در آشیان با ایشان بساخت و ایشان هرگونه احوال اوی، اِستَخبار می‌کردند. بامداد هدهد رخت بربست و عزم رحیل کرد. بومان گفتند: «ای مسکین! این چه بدعت است که توآورده‌ای؟ به روز کسی حرکت کند؟» هدهد گفت: «این عجب قصه‌ای است، همه حرکات به روز واقع شود.» بومان گفتند: «مگر دیوانه‌ای؛ در روز ظلمانی که آفتاب بر ظلمت برآید، کسی چیزی چون بیند؟» گفت: «به عکس افتاده است شما را. همه انوار این جهان، طفیل نور خورشید است، و همه روشنان، اکتساب نور و اقتباس ضوءِ خود از او کردند، و عین‌الشّمس از آن گویند او را، که ینبوع نور است. ایشان او را الزام کردند که چرا به روز کسی هیچ نبیند؟» گفت: «همه را در طریق قیاس، به ذات خود الحاق مکنید که همه کی به روز بیند و اینک من می‌بینم.» بومان چون این حدیث بشنیدند، حالی فریادی برآؤردند و حشری کردند و یکدیگر را گفتند: «این مرغ در روز مظّنه عَمی است، دمِ بینایی می‌زند.» حالی به منقار و مِخْلَب دست به چشم هدهد فرو می‌داشتند و دشنام می‌دادند و می‌گفتند که: «ای روز بین!» زیرا که روز کوری نزد ایشان هنر بود؛ و گفتند: «اگر بازنگردی، بیم قتل است.» هدهد اندیشه کرد که اگر خود را کور نگردانم، مرا هلاک خواهند کنند زیرا که بیشتر زخم بر چشم زنند؛ قتل و عَمی به یکبارگی واقع شود. الهام «کَلّموا النّاس عَلی قدر عُقولِهم» بدو رسید. حالی چشم برهم نهاد و گفت: «اینک من نیز به درجه شما رسیدم و کور گشتم.» چون حال بدین نمط دیدند، از ضرب و ایلام ممتنع گشتند.[۲]